# Ambahive
Ambahive is een plaats en gemeente in Madagaskar gelegen in het district Manakara van de regio Vatovavy-Fitovinany. Er woonden bij de volkstelling in 2001 ongeveer 15.000 mensen.
In de plaats is basisonderwijs en voortgezet onderwijs voor jonge kinderen beschikbaar. 99,8% van de bevolking is landbouwer. Het belangrijkste gewas is koffie, maar er wordt ook cassave en rijst verbouwd. 0,2% van de bevolking is werkzaam in de dienstensector.